# Rickettsia rickettsii
 (janvier 2008).
Si vous disposez d'ouvrages ou d'articles de référence ou si vous connaissez des sites web de qualité traitant du thème abordé ici, merci de compléter l'article en donnant les références utiles à sa vérifiabilité et en les liant à la section « Notes et références ».
Espèce
Agent infectieux normal des rongeurs sauvages, Rickettsia rickettsii est sporadiquement transmise à l'homme par la piqûre (ou l'écrasement) de la tique Dermacentor andersoni déterminant la "fièvre pourprée des montagnes rocheuses", fièvre exanthématique rurale et estivale, type des "fièvres pourprées du Nouveau-Monde".

## Distribution géographique et importance
Au type d'étude décrit d'abord des vallées et du piémont (plaine alluviale au pied d'un édifice montagneux) des Montagnes Rocheuses, forme rare mais grave de l'Ouest des États-Unis, on a rattaché depuis les atteintes bénignes et fréquentes de l'Est des États-Unis et l'affection grave sud-américaine isolée, à tort, sous le nom de "typhus de Sao Paulo".
Avant l'antibiothérapie, "pourprée de l'Ouest" et "typhus de Sao Paulo" étaient redoutés, leur taux de mortalité atteignant souvent 90 %, alors qu'il ne dépassait pas 20 % dans les formes de l'Est des États-Unis. Actuellement, les formes traitées ne sont mortelles que dans 5 % des cas.

## Clinique
Après une incubation muette d'une semaine en moyenne, l'invasion est brutale et spectaculaire, avec frissons, état vertigineux, vomissements et ascension thermique rapide à 40 °C.
La période d'état prend d'abord l'aspect d'une infection grave avec :
- fièvre en plateau presque parfait à 40 - 41 °C et pouls en rapport,
- faciès vultueux (rouge et gonflé), conjonctives injectées et photophobie, langue rôtie animée de trémulations, douleurs musculaires et articulaires généralisées et céphalées violentes
- tuphos (état de stupeur et d'abattement extrême) diurne très prononcé et para-comateux avec insomnies nocturnes.

Le tableau se complète le 4e ou 5e jour par l'apparition aux extrémités de l'exanthème caractéristique, bientôt généralisé même à la paume des mains et à la plante des pieds : macules roses, rouges puis pourprées, confluentes par places et bientôt purpuriques.
Un signe négatif : il n'y a pas de chancre d'inoculation.
Après 2 à 3 semaines d'évolution, la maladie non traitée se termine dans 80 à 90 % des cas par la mort dans le coma ou par défaillance cardiaque.
Les rares guérisons sont traînantes avec séquelles graves, myocardiques ou néphrétiques.
Depuis l'antibiothérapie, l'évolution est rapide vers une guérison normale, sauf dans 5 % des cas en moyenne.

## Diagnostic
En zone d'endémie, il est assez facile. On éliminera surtout le typhus murin, moins grave dans sa symptomatologie.
Le laboratoire donnera une confirmation du "groupe des fièvres pourprées" en constatant l'agglutination du proteus X2.

## Traitement
Le chloramphénicol était le médicament de choix en 1980.